# Sandra Nienhaus
Sandra Nienhaus, verh. Tönges  (* 19. April 1973) ist eine deutsche Tischtennis-Bundesligaspielerin. Bei Deutschen Einzelmeisterschaften der Erwachsenen gewann sie eine Bronzemedaille.

## Werdegang
Bereits 1987 machte Sandra Nienhaus die Fachwelt auf sich aufmerksam. Zunächst gewann sie die Deutsche Schülermeisterschaft im Doppel mit Britta Dresselhaus, danach siegte sie bei der Jugend-Europameisterschaft in Athen zusammen mit Torben Wosik im Mixed. Ende der 1980er Jahre bildete sie sich fort im Deutschen Tischtennis-Zentrum Heidelberg. Mehrere Jahre lang spielte sie mit DSC Kaiserberg,  TSG Dülmen und DJK TuS Essen-Holsterhausen in der Bundesliga, wobei sie 1986 Kaiserberg und 1995 Holsterhausen zum Aufstieg in die BL verhalf.
Nach ihrer Heirat trat im Mai 1995 Sandra Nienhaus unter ihrem Ehenamen Tönges auf. Ihr größter Erfolg war Bronze im Doppel mit Jing Tian-Zörner bei der Deutschen Meisterschaft 1997.

## Turnierergebnisse
| Verband | Veranstaltung                   | Jahr | Ort         | Land | Einzel | Doppel | Mixed | Team |        |
| ------- | ------------------------------- | ---- | ----------- | ---- | ------ | ------ | ----- | ---- | ------ |
| GER     | Bundesranglistenturnier Schüler | 1987 | Rees        | GER  | Silber |        |       |      | [ 11 ] |
| GER     | Deutsche Meisterschaft Schüler  | 1987 | Lampertheim | GER  | Silber | Gold   |       |      | [ 6 ]  |
| GER     | Deutsche Meisterschaft Junioren | 1992 | Willstätt   | GER  |        | Gold   | Gold  |      | [ 12 ] |
| GER     | Deutsche Meisterschaft Junioren | 1994 | Bochum      | GER  | Gold   |        |       |      | [ 12 ] |